# Fotbalistul luxemburghez al anului

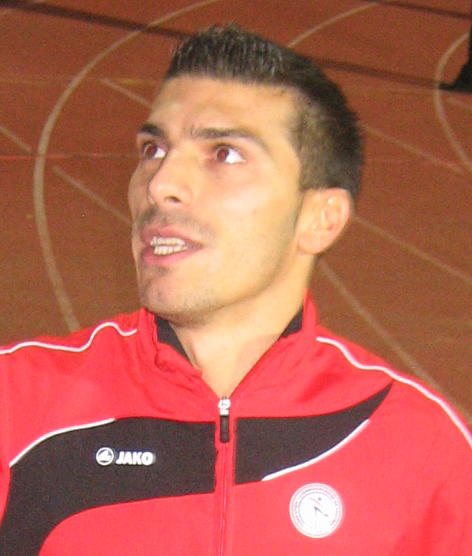
Daniel da Mota

Fotbalistul luxemburghez al anului este un premiu acordat jucătorului considerat cel mai bun fotbalist din Prima Ligă Luxemburgheză, acordat de către d'Wort, cel mai citit cotidian din Luxemburg. Este acordat anual începând cu anul 1988, și a fost denumit Guy Greffrath Challenge după Guy Greffrath, editor al redacției de sport din cadrul d'Wort, din 1997.

## Fotbaliștii anului
| Sezon   | Câștigător           |                       | Club                  |
| ------- | -------------------- | --------------------- | --------------------- |
| 1987–88 | Denis Scuto          | Luxemburg             | Jeunesse Esch         |
| 1988–89 | Jean-Marc Rigaud     | Franța                | CA Spora Luxembourg   |
| 1989–90 | Carlo Weis           | Luxemburg             | FC Avenir Beggen      |
| 1990–91 | Marc Birsens         | Luxemburg             | Union Luxembourg      |
| 1991–92 | Claude Ganser        | Luxemburg             | Jeunesse Esch         |
| 1992–93 | Luc Holtz            | Luxemburg             | FC Etzella Ettelbruck |
| 1993–94 | Théo Scholten        | Luxemburg             | FC Avenir Beggen      |
| 1994–95 | Manuel Cardoni       | Luxemburg             | Jeunesse Esch         |
| 1995–96 | Manuel Cardoni       | Luxemburg             | Jeunesse Esch         |
| 1996–97 | Mikhail Zaritski     | Luxemburg             | FC Sporting Mertzig   |
| 1997–98 | Mikhail Zaritski     | Luxemburg             | FC Sporting Mertzig   |
| 1998–99 | Manuel Cardoni       | Luxemburg             | Jeunesse Esch         |
| 1999–00 | Manuel Cardoni       | Luxemburg             | Jeunesse Esch         |
| 2000–01 | Ahmed El Aouad       | Maroc                 | CS Hobscheid          |
| 2001–02 | Frédéric Cicchirillo | Franța                | F91 Dudelange         |
| 2002–03 | Ahmed El Aouad       | Maroc                 | CS Grevenmacher       |
| 2003–04 | Laurent Pellegrino   | Franța                | Jeunesse Esch         |
| 2004–05 | Stéphane Martine     | Franța                | F91 Dudelange         |
| 2005–06 | Joris Di Gregorio    | Franța                | F91 Dudelange         |
| 2006–07 | Joris Di Gregorio    | Franța                | F91 Dudelange         |
| 2007-08 | Emmanuel Coquelet    | Franța                | F91 Dudelange         |
| 2008-09 | Pierre Piskor        | Franța                | FC Differdange 03     |
| 2009-10 | Daniel Huss          | Luxemburg             | CS Grevenmacher       |
| 2010-11 | Daniel da Mota       | Luxemburg             | F91 Dudelange         |
| 2011-12 | Aurélien Joachim     | Luxemburg             | F91 Dudelange         |
| 2012-13 | Stefano Bensi        | Luxemburg             | CS Fola Esch          |
| 2013-14 | Sanel Ibrahimović    | Bosnia și Herțegovina | Jeunesse Esch         |